# Ай-Йорий
Ай-Йорий — родник в Крыму, на территории большой Алушты, один из истоков реки Ксыр-Пата (Куру-Узень). Расположен юго-восточном склоне горной яйлы Демерджи, у горы Басамах-Хая, на высоте 460 м над уровнем моря.

## Название
Впервые название родника в форме Ай-Йори, или Ай-Йорий, было зафиксировано в работе Ю. А. Листова 1892 года «Физико-географические исследования в Таврических горах 1887-88 гг. Температура ключей на южном склоне Таврических гор», как и в путеводителе А. Безчинского «Путеводитель по Крыму» издания 1904 года (Ай-Йори). Также Ай-Йори фигурирует в путеводителе «Крым» 1929 года. Название выводят от греческого святой Георгий (греч. ̓Άγιος Γεώργιος). Вариант Ай-Лия был применён на верстовке Крыма 1890 года и с тех пор переносится на все карты.

## Описание
Дебет источника, по сведениям Партии Крымских Водных Изысканий на 1913—1916 год, в отчёте «Материалы по водным изысканиям в Крыму. Гидрометрический отдел. Выпуск 3. Источники горной части Крымского полуострова. Часть V. Источники Алуштинского, Куру-узеньского и Отузского гидрометрических районов», на 1917 год определён в 14440 вёдер в сутки (средний) (около 2,0 л/сек). Температура воды была установлена Ю. А. Листовым 19 августа 1888 года — 9,9 °C. Родник был оборудован 25 сентября 1961 года работникамми Ялтинской инженерно-геологической и гидрологической партии Пантелеймоном Владимировичем Романовским и Семёном Тихоновичем Котовым, о чём свидетельствуют надпись на водосливе: автографы-инициалы ПВ и СТ, дата и два полушария и графические рисунки на бетоне.
В путеводителе «Крым» 1929 года описываются развалины древней греческой часовни и остатки некоего селения неподалёку у стариной дороги из Улу-Узеня в Демерджи, о ней же, как о церкви святого Георгия, вскользь упоминал А. Л. Бертье-Делагард.